# Насад
Насад, насада, носадъ (др.-русск. насадъ, насада) — речное плоскодонное, беспалубное судно из дерева с высокими набитыми бортами, с небольшой осадкой и крытым грузовым трюмом. Имело одну мачту и парус. Известны с XI века, использовались для перевозки грузов и войск. В XV—XVI вв. использовались русским войском в войнах с Казанским ханством. До XVIII в. насады строились на Каме и Вятке, поэтому их называли камскими и вятскими, где их использовали для сплавки леса вплоть до Астрахани, откуда уже не возвращали, а продавали на слом или для других целей.

## Грузоподъёмность
До 20 000 пудов (около 330 тонн).

## Упоминания в летописях
1015 год: 

И приде (Глеб) Смоленьску, и поиде от Смоленьска, яко зрѣемо, и ста на Смядинѣ в насадѣ.— Повесть временных лет по Лаврентьевскому списку 1377 года, 92
1149 год: 

Ростиславъ же приѣха тоу, Изяславъ же посла по [него] насадъ свои, и что с ним дружины влѣзе в насадъ, с тѣми же и перевезоша и поставиша емоу шатеръ.— Ипатьевская летопись, ПСРЛ, изд. 2-е, т. II, 1908, 372
1150 год: 

Кияне же мнози поѣхаша в насадехъ къ Гюргеви, а друзии почаша в насадехъ дружину его перевозити на сю сторону в Подолье.— Ипатьевская летопись, 402
1182 год: 

Бысть идущимъ по Волзѣ на Болгары, поидоша на мѣсто, идѣже островъ нарѣцаемый Исади устье Цѣвцѣ высѣдъ на брегъ, и ту оставиша всѣ носады и галѣѣ.— Ипатьевская летопись, 625
1182 год: 

И поможе богъ Руси, и побѣдиша я (болгар) … и похвалиша бога о бывшемь, на том же островѣ и насадѣ ихъ (др. списки: насадех ихъ).— Ипатьевская летопись, 626
1228 год: 

Новгородци же, въсѣдавъше въ насады, въгрѣбоша в Ладогу съ князьмь Ярославомъ.— Новгородская первая летопись, Синодальный список, 65

И услышав шумъ страшенъ по морю, и видѣ насадъ единъ гребущь по морю, а посреди насада Борисъ и Глѣбъ, стояща во одежахъ червленахъ, быста руки своя держаща на ръмехъ. И гребцы сѣдяху, аки мглою одѣни.— Повесть о житии Александра Невского, 3—4

Сущии же с нимь, вложивше его въ насадъ, привезоша его под Киевъ.— Киево-Печерский патерик, 85

А за Волокъ ти слати своего мужа изъ Новагорода в дву насаду по пошлинѣ.— Грамоты 1307—1308 годов, Грамоты Великого Новгорода и Пскова (М.; Л., 1949), 19—20.
1339 год: 

А князь Александръ поиде въ насадъ, въста вѣтръ силенъ, онѣмь гребущимъ, а насадъ назадъ идяше.— Рогожский летописец, ПСРЛ, изд. 2-е, т. XV, 49)

И побѣдивъ супостаты и погрузи разбойническыа насады Аравомъ.— Хронограф, 359.

битисѧ въ насадѣхъ см. битисѧ